# Schevensiepen
Schevensiepen, im 19. Jahrhundert auch Siepken genannt, ist eine Hofschaft im Wuppertaler Stadtbezirk Uellendahl-Katernberg im Wohnquartier Siebeneick.

## Lage und Beschreibung
Die Hofschaft befindet sich südöstlich der Kreisstraße 11 im Südosten des Wohnquartiers auf einer Höhe von 265 m ü. NHN. Benachbarte Ortslagen sind Worth, Wolfsholz, Brink, Krieg, Fingscheid, Schevenhof, Steingeshof, Wüstenhof, Jungmannshof und Krähenberg. 
In einen geschlossenen Siedlungsbereiches übergegangen sind die ebenfalls benachbarten Ortslagen Metzmachersrath, Triebel, Vogelsbruch, Branger, In den Birken und Grenze Jagdhaus.

## Etymologie und Geschichte
Siepen ist eine lokale Bezeichnung für ein kleines Kerbtal. Der Namensbestandteil Scheven stammt von dem nahen Schevenhof, dessen  abgesplissener Kotten Schevensiepen war.
Der Hof wurde erstmals 1486 urkundlich erwähnt. Er gehörte im Spätmittelalter zum Bereich der Herrschaft Hardenberg innerhalb des Herzogtums Berg und dort zur Hardenberger Bauerschaft Oberste Siebeneick.
Im 16. Jahrhundert wird der Hof im unter dem Namen Am Sypen erwähnt. Auf der Topographischen Aufnahme der Rheinlande von 1824 und auf der Preußischen Uraufnahme von 1843 ist der Name Siepken verzeichnet, der sich bis Mitte des 20. Jahrhunderts auf den Messtischblättern wiederholt.
Im 19. Jahrhundert gehörte Herrnasbruch zu der Bauerschaft Obensiebeneick der Bürgermeisterei Hardenberg, die 1935 in Neviges umbenannt wurde. Damit gehörte es von 1816 bis 1861 zum Kreis Elberfeld und ab 1861 zum alten Kreis Mettmann. Durch die nordrhein-westfälische Gebietsreform kam Neviges mit Beginn des Jahres 1975 zur Stadt Velbert und die östlichen Außenortschaften von Neviges um Schevensiepen wurden in Wuppertal eingemeindet.
1888 lebten in Schevensiepen zehn Einwohner in einem Wohnhaus. Der Ort wird zu dieser Zeit als Siepken bezeichnet.
Mit der Kommunalreform von 1929 wurde der südöstliche Teil von Obensiebeneick um Schevensiepen abgespalten und zusammen mit südlichen Dönberger Ortschaften in die neu gegründete Stadt Wuppertal eingemeindet, der Rest Obensiebeneicks verblieb zunächst bei Neviges. Durch die nordrhein-westfälische Gebietsreform kam Neviges mit Beginn des Jahres 1975 zur Stadt Velbert und das restliche Obensiebeneick wurde ebenfalls Wuppertal eingemeindet.
Ein unmittelbar benachbarter Wohnplatz nordwestlich von Schevensiepen direkt an der Kreisstraße fiel in der zweiten Hälfte des 20. Jahrhunderts wüst.